# Louis Mustillo
Louis Mustillo (* 28. Mai 1958 in Buffalo, New York) ist ein US-amerikanischer Schauspieler.

## Leben
Mustillo besuchte die American Academy of Dramatic Arts zusammen mit Elias Koteas und Illeana Douglas. Mustillo und Douglas erhielten nach dem ersten Schuljahr keine weitere Aufnahme an der Akademie.
Mustillo hatte Gastauftritte in mehr als 50 Serienfolgen und trat in mehr als 20 Filmen auf, erste Auftritte in Serien nach seinem Debüt 1986 absolvierte Ende der 1980er Jahre. Er spielte Mitte der 1990er Jahre für zwei Staffeln Russell Topps in DreamWorks Drama-Serie High Incident. Als mafianaher Inhaber eines Landschaftsbaubetriebs namens Salvatore „Sal“ Vitro hatte er eine wiederkehrende Rolle in Die Sopranos.
Mustillo stellte 2007 den Sportjournalisten Maury Allen in der ESPN Mini-Serie The Bronx is Burning. Zudem schrieb er die Serie „Bartenders“, welches ein Jahr am John Houseman Theatre in New York lief, in der er auch spielte.
Seit 2010 spielte Mustillo bis 2016 in der CBS-Sitcom Mike & Molly die Rolle des Vince, den Liebhaber und späteren Ehemann von Mollys Mutter.

## Filmografie (Auswahl)
- 1996: Freeway
- 1996: Hellraiser IV – Bloodline
- 1996: High Incident (Fernsehserie)
- 1997: Projekt: Peacemaker
- 1998: Seinfeld (Fernsehserie, 1 Folge)
- 1999: Dudley Do – Right
- 1999: Ticket to Love
- 2000: Emergency Room – Die Notaufnahme (ER, Fernsehserie, 1 Folge)
- 2002: Wishcraft
- 2004–2006: Die Sopranos (The Sopranos, Fernsehserie)
- 2004: CSI: Miami (Fernsehserie, 1 Folge)
- 2005: Das schnelle Geld (Two for the Money)
- 2006: Bobby
- 2007: The Bronx Is Burning (Fernsehserie)
- 2008: My Sassy Girl – Unverschämt liebenswert (My Sassy Girl)
- 2009: Cold Case – Kein Opfer ist je vergessen (Cold Case, Fernsehserie, 1 Folge)
- 2010–2016: Mike & Molly (Fernsehserie)
- 2012: Not Fade Away
- 2012: Einmal ist keinmal (One for the Money)
- 2018: Law & Order: Special Victims Unit (Fernsehserie, 1 Folge)
- 2020: Navy CIS (NCIS, Fernsehserie, 1 Folge)
- 2021: Blue Bloods – Crime Scene New York (Blue Bloods, Fernsehserie, 1 Folge)
- 2025: The Alto Knights